# Gunter Sieberth
Gunter Sieberth (* 1965) ist ein deutscher Oboist.

## Leben
Gunter Sieberth stammt aus Meiningen in Thüringen. Von 1978 bis 1983 besuchte er die Spezialschule für Musik in Weimar. Anschließend studierte er an der Hochschule für Musik Franz Liszt Weimar bei Axel Schmidt, Solo-Englischhornist im Rundfunk-Sinfonieorchester Leipzig. Bereits während des Studiums war Sieberth Substitut bei der Staatskapelle Weimar, 1988 schloss er das Studium mit Diplom ab. Seither ist er 1. Solo-Oboist der Jenaer Philharmonie. Außerdem ist er als Dozent für Oboe am Musikgymnasium Schloss Belvedere (Weimar) und in Meisterkursen der Landesmusikakademie Thüringen tätig. Er lebt in Jena.
Als Kammermusiker arbeitete er mit dem Harfenisten Volker Sellmann zusammen und trat mit dem Kammerorchester Ludwig Güttler auf, außerdem ist er Mitglied im Bläserquintett der Jenaer Philharmonie. 2008 gründete er gemeinsam mit der Frankfurter Harfenistin Bettina Linck und der Meininger Konzertsopranistin Anna Gann das Trio Saphiro.

## Diskographie (Auswahl)
- 2000: Orgeln in Thüringen – Jena, Volkshaus (Parzifal-Verlag)
- 2004: Oboe & Harfe / Gunter Sieberth & Volker Sellmann (Christophorus)